# Zynga with Friends
Zynga with Friends (tiền thân là Newtoy, Inc) là một nhà phát triển game do anh em Bettner Paul và David Bettner thành lập vào năm 2008 ở McKinney, Texas, Mỹ. Đây là một trong bốn nhà phát triển game được thành lập sau sự tan rã của Ensemble Studios, ba hãng khác gồm Robot Entertainment, Windstorm Studios và Bonfire Studios mà được hãng Zynga mua lại và đổi tên thành Zynga Dallas. Tháng 11 năm 2008, Newtoy, Inc. phát hành trò chơi đầu tiên dành cho iPhone và iPod Touch là Chess With Friends, một trò chơi trực tuyến được phát hành trên Apple App Store. Sau đó vào tháng 8 năm sau, hãng tiếp tục phát hành trò chơi thứ hai cho iPhone và iPod touch, Words With Friends, một trò chơi trực tuyến với một định dạng gần giống trò Scrabble mà cuối cùng đã trở thành trò chơi hay nhất được biết đến của họ. Năm 2010, công ty đã bị hãng Zynga mua lại và được đổi tên thành Zynga with Friends vào tháng 12 năm 2010. Cuối cùng, sau một hai năm gần đây kể từ khi phát hành tựa game trước đây của công ty, Zynga with Friends cho phát hành trò chơi thứ ba cho iPhone và iPod Touch là Hanging With Friends vào ngày 9 tháng 6 năm 2011.

## Game phát triển
| Ngày phát hành | Tên gọi               | Thể loại                          | Ngày cập nhật cuối cùng | Phiên bản | Hệ máy            |
| -------------- | --------------------- | --------------------------------- | ----------------------- | --------- | ----------------- |
| Tháng 11, 2008 | Chess With Friends    | Chiến lược                        | 4 tháng 5 năm 2011      | 4.12      | iPhone iPod Touch |
| Tháng 8, 2009  | Words With Friends    | Chiến lược Giải đố                | 23 tháng 5 năm 2012     | 4.13      | iPhone iPod Touch |
| Tháng 2, 2011  | Words With Friends    | Chiến lược Giải đố                | 17 tháng 3 năm 2011     | 3.28      | Android           |
| Tháng 6, 2011  | Hanging With Friends  | Chiến lược                        | 9 tháng 6 năm 2011      | 4.18      | iPhone iPod Touch |
| Tháng 1, 2012  | Scramble With Friends | Chiến lược Giải đố Trò chơi ô chữ | 12 tháng 1 năm 2012     | 1.3.1     | iPhone iPod touch |
| Tháng 6, 2012  | Matching With Friends | Chiến lược Giải đố                | 26 tháng 6 năm 2012     | 4.10      | iPhone iPod touch |